# Chioides catillus
Chioides catillus är en fjärilsart som beskrevs av Pieter Cramer 1779. Chioides catillus ingår i släktet Chioides och familjen tjockhuvuden. Inga underarter finns listade i Catalogue of Life.

## Bildgalleri

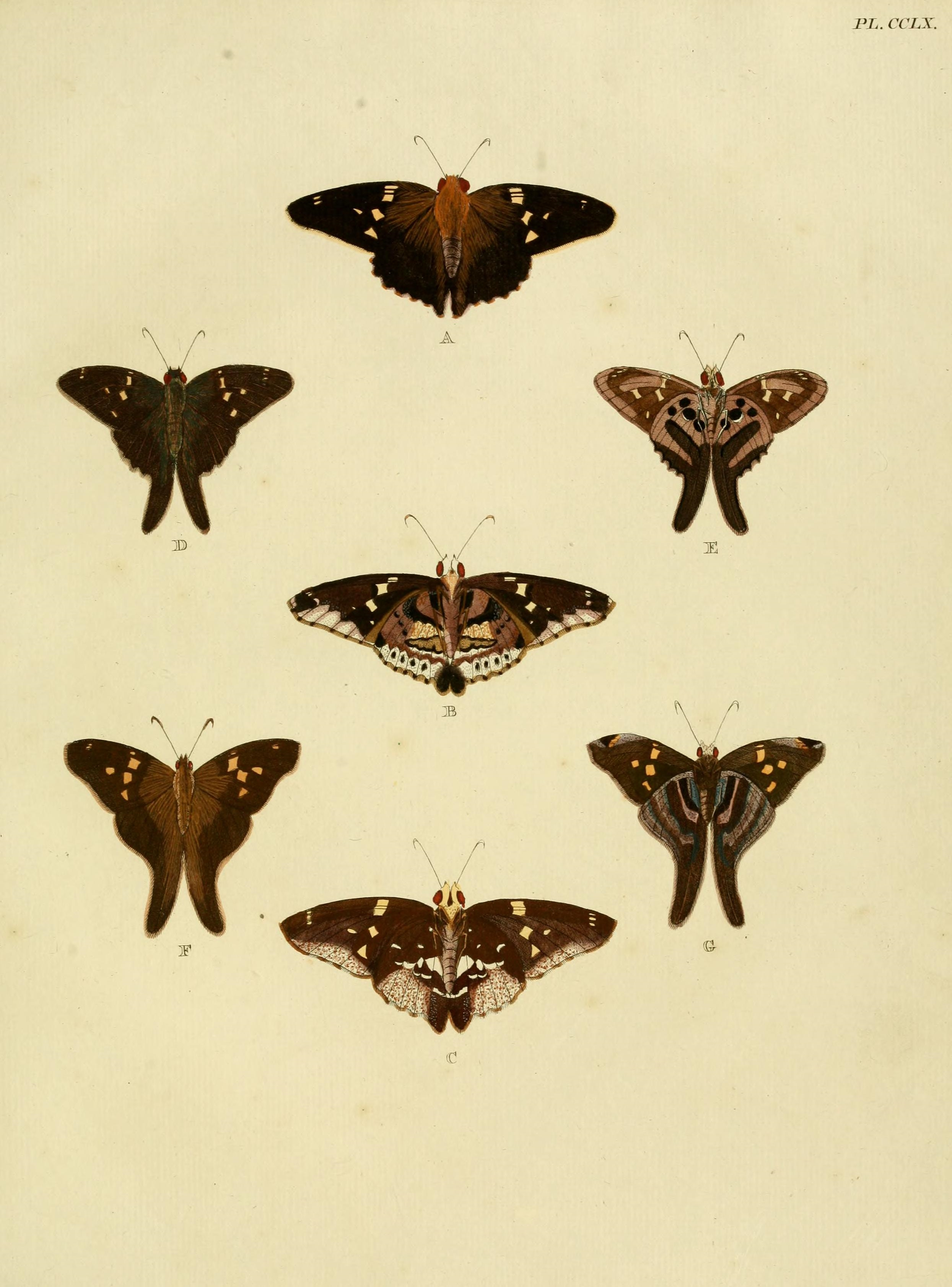
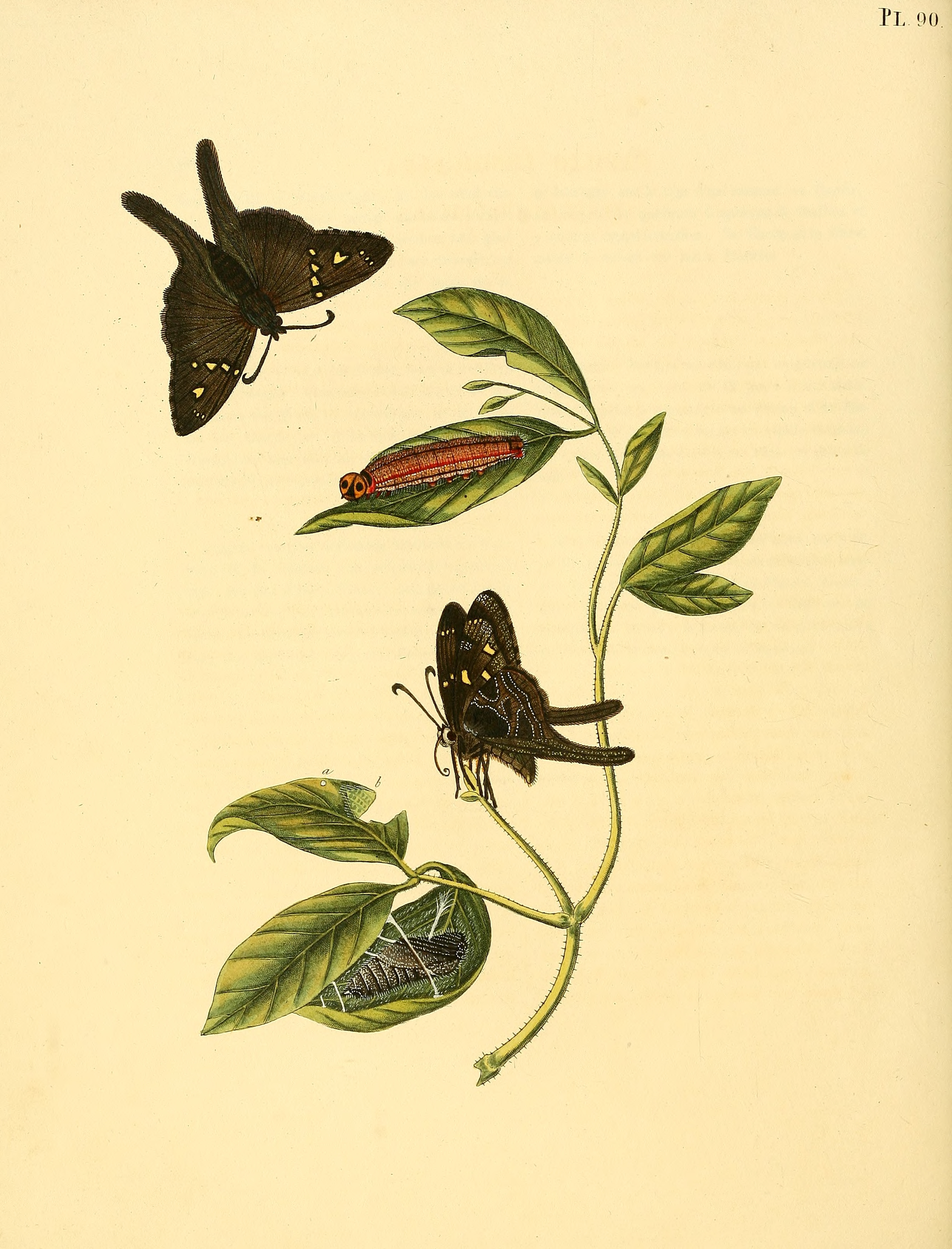
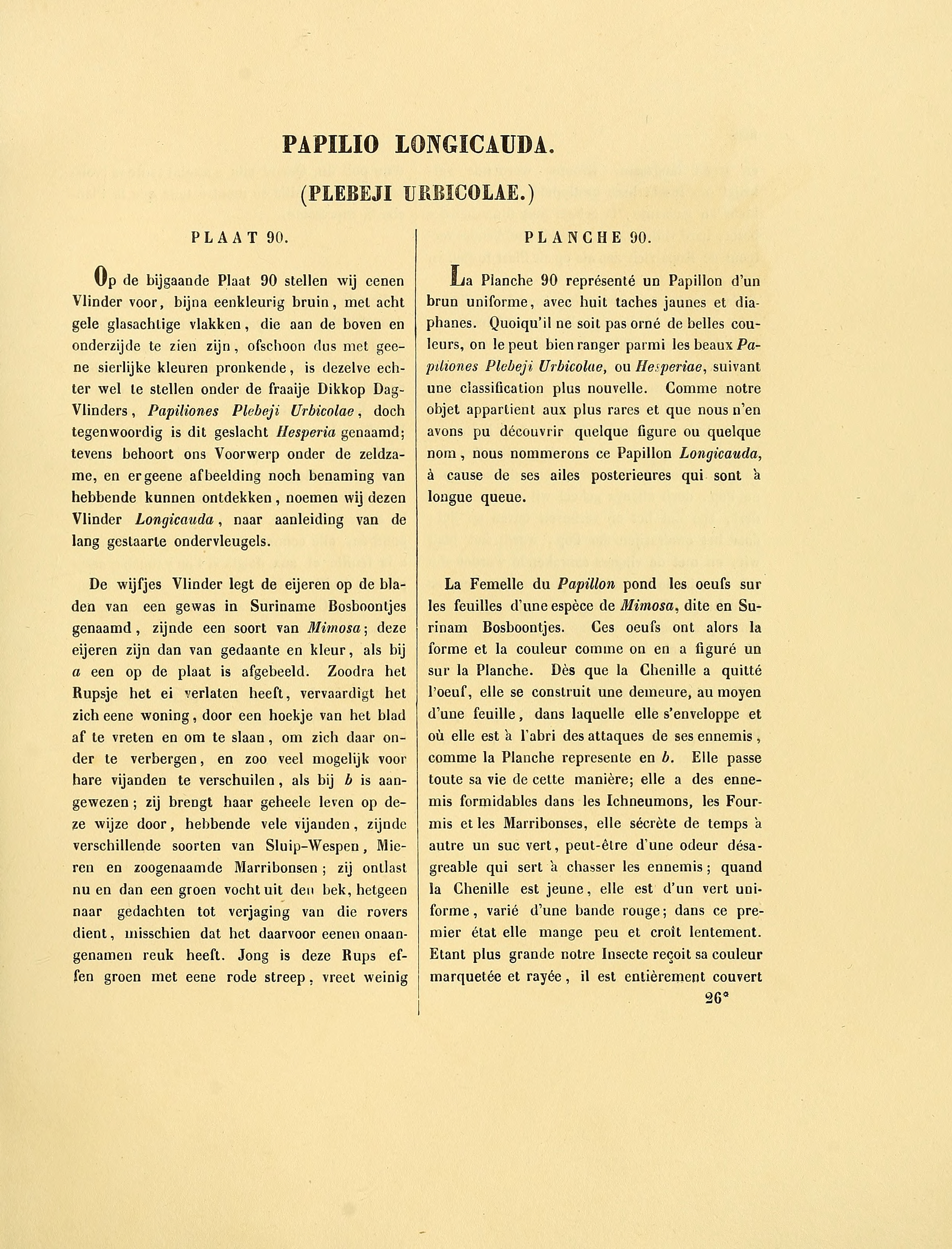
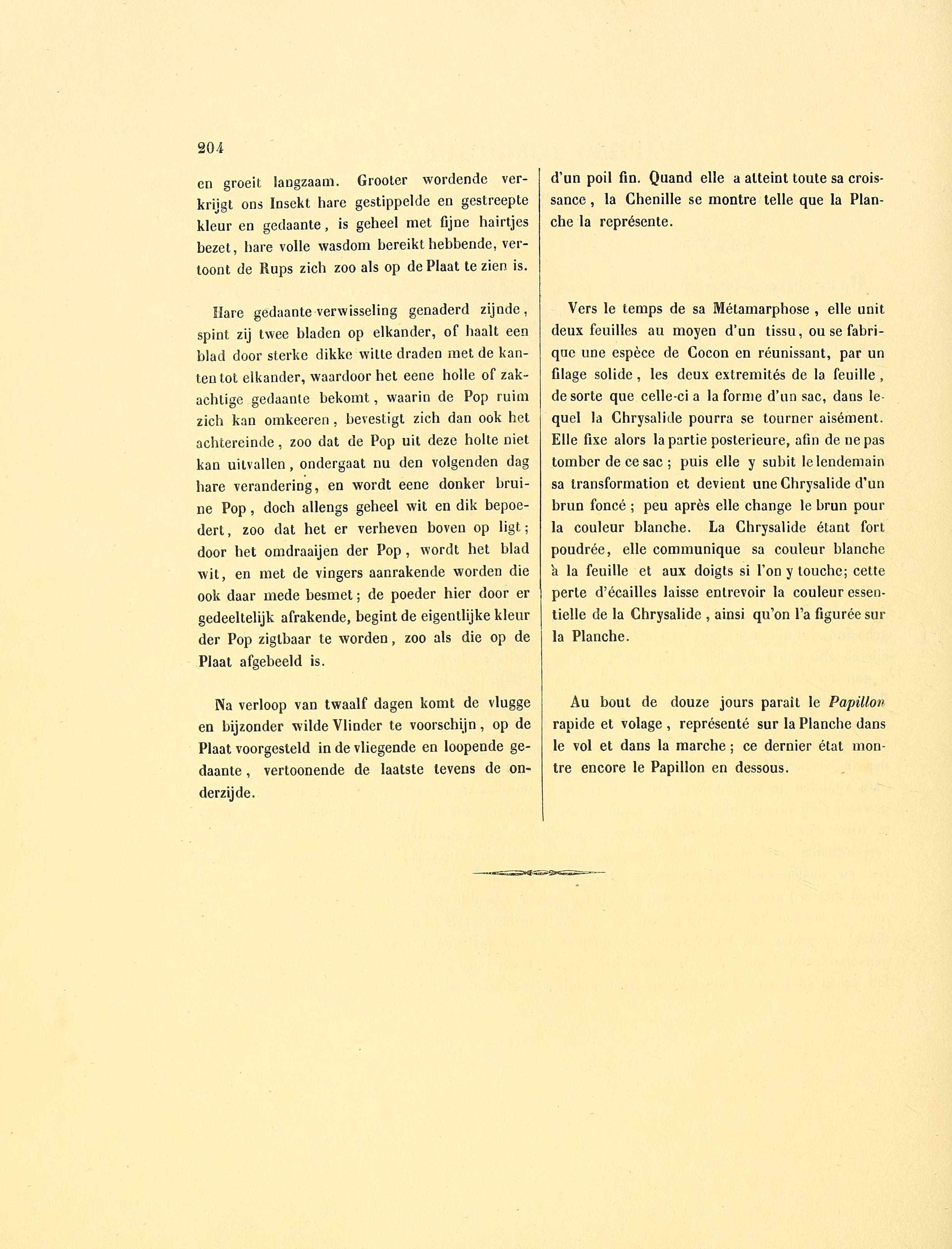